# Kodihal, Hungund
Kodihal là một làng thuộc tehsil Hungund, huyện Bagalkot, bang Karnataka, Ấn Độ.